# 楊俊毅
楊俊毅（1974年5月1日—），中国大陆男演员。2000年加入周易影视，与于波、张晋为好友。2010年退出演艺圈，投入江苏的武术事业，其徒弟张凯在2011年10月世界武术锦标赛男子组长拳比赛中奪冠。2011年10月29日在家乡无锡举办婚礼。

## 简历
- 1982年 开始习武
- 1984年 10岁成为国家职业运动员
- 1990年 被评为国家武英级运动员
- 1995年 代表江苏队参加全国武术锦标赛，获枪术冠军，剑术亚军
- 于中央戏剧学院进修

## 作品

### 电视剧
- 2000年 《武林外史》饰小四
- 2001年 《女人汤》饰阿德
- 2001年 《少年王》饰齐白
- 2001年 《穿越时空的爱恋》饰小北
- 2002年 《萧十一郎》饰灵鹫
- 2002年 《水晶之恋》饰杨俊逸
- 2003年 《水月洞天》饰童战
- 2003年 《灵镜传奇》饰童战
- 2004年 《幻影神针》饰金堡
- 2004年 《李卫辞官》饰傅恒
- 2005年 《把酒问青天》/《傲剑江湖》饰余火莲
- 2005年 《神鬼八阵图》饰雪痕
- 2007年 《让爱化作珍珠雨》饰李鸥
- 2007年 《迅雷急先锋》饰华震
- 2007年 《当幸福来敲门》饰混混乙
- 2009年 《包三姑外傳》飾 王老虎
- 2009年 《李衛當官系列之大內低手》飾 圖凌

### 电影
- 1995年 《地上最强》 饰金藩
- 2008年 《神医安道全》/《碧瑶霜迷案》 饰追风

### 音樂
- 2002年 《水晶之戀》插曲《向你飞去》

### 武术指导
- 《青河绝恋》
- 《武林外史》
- 《穿越时空的爱恋》
- 《李卫当官》
- 《李卫辞官》
- 《大内低手》